# Municipio de Mullen (Nebraska)
El municipio de Mullen (en inglés: Mullen Township) es un municipio ubicado en el condado de Boyd en el estado estadounidense de Nebraska. En el año 2010 tenía una población de 46 habitantes y una densidad poblacional de 0,44 personas por km².

## Geografía
El municipio de Mullen se encuentra ubicado en las coordenadas 42°55′29″N 98°30′26″O / 42.92472, -98.50722. Según la Oficina del Censo de los Estados Unidos, el municipio tiene una superficie total de 104.75 km², de la cual 101,55 km² corresponden a tierra firme y (3,06 %) 3,2 km² es agua.

## Demografía
Según el censo de 2010, había 46 personas residiendo en el municipio de Mullen. La densidad de población era de 0,44 hab./km². De los 46 habitantes, el municipio de Mullen estaba compuesto por el 100 % blancos. Del total de la población el 0 % eran hispanos o latinos de cualquier raza.